# Otto Preminger
Otto Ludwig Preminger (5. december 1905 – 23. april 1986) var en østrigsk-amerikansk filminstruktør og producent, født og opvokset i Østrig. 
Han instruktørdebuterede med Die große Liebe (1931), men kom så til USA i 1935 hvor han først arbejdede som skuespiller. Han var producent og instruktør hos Twentieth Century-Fox fra 1941 til 1951, og senere som selvstændig. Preminger blev en af Hollywoods centrale instruktørnavne, først med kriminalfilmen Laura (1944), og siden med musikfilm som Carmen Jones (1954; efter Georges Bizets opera) og Porgy and Bess (Porgy og Bess, 1959). Anatomy of a Murder (Et mords analyse, 1959) var et spændende og velinstrueret retssalsdrama, Advise & Consent (Storm over Washington, 1962) en thriller henlagt til politiske kredse i Washington. Han skildrede narkotikamisbrug i The Man with the Golden Arm (Manden med den gyldne arm, 1955) og raceproblematik i Hurry Sundown (Lad natten komme, 1967). Bogen Preminger: An Autobiography udkom i 1977.
Preminger døde i 1986 af kræft og Alzheimers sygdom.